# Бур Бодуен
Бур Бодуен (фр. Bourg-Beaudouin) насеље је и општина у северној Француској у региону Горња Нормандија, у департману Ер која припада префектури Andelys.
По подацима из 2011. године у општини је живело 757 становника, а густина насељености је износила 142,03 становника/km². Општина се простире на површини од 5,33 km². Налази се на средњој надморској висини од 135 метара (максималној 155 m, а минималној 89 m).

## Демографија
| 1962. | 1968. | 1975. | 1982. | 1990. | 1999. | 2011. |
| ----- | ----- | ----- | ----- | ----- | ----- | ----- |
| 312   | 323   | 343   | 446   | 624   | 675   | 757   |

График промене броја становника у току последњих година